# Herzog Zwei
Herzog Zwei è un videogioco per Sega Mega Drive sviluppato e pubblicato da TechnoSoft nel 1989. È uno dei capostipiti del genere strategico in tempo reale.
Herzog Zwei (termine tedesco traducibile in Duca Due) è il sequel di Herzog, videogioco disponibile per Standard MSX e NEC PC-8801.

## Modalità di gioco
Il giocatore impersona il comandante di un esercito che si muove sul campo di battaglia viaggiando su un aereo supersonico in grado di trasformarsi all'occorrenza in un robot. Lo scopo del gioco è impossessarsi delle basi nemiche disseminate sul terreno e distruggere infine il centro di comando dell'avversario. Allo stesso tempo il giocatore deve proteggere le proprie basi dagli assalti delle truppe nemiche.
Per raggiungere il proprio scopo, il giocatore deve far costruire all'interno delle proprie basi una serie di unità di combattimento a cui poi assegnerà precisi compiti strategici (fondamentalmente questi compiti possono essere riassunti in: difendi da una posizione fissa, pattuglia, occupa/attacca la base). Le unità eseguiranno l'ordine ricevuto finché non verranno distrutte o esauriranno il carburante (è naturalmente possibile rifornire e riparare le proprie unità). Allo stesso tempo, il comandante può raccogliere dal terreno di gioco le proprie unità e dislocarle in altri punti del campo di battaglia. Anche il mezzo ibrido del comandante ha munizioni e carburante limitato, e per ricaricarsi deve recarsi nei pressi di una delle proprie basi.
A disposizione del giocatore ci sono otto diverse unità di combattimento: sette di terra e una acquatica. Ognuna di esse ha un proprio costo di produzione. Se il giocatore vuole assegnare un diverso ordine a una propria unità, deve prima caricarla a bordo dell'aereo e poi impartire il nuovo comando (anche questa operazione ha un costo).
Sul terreno di gioco, oltre ai due centri di comando dei due eserciti, si trovano disseminate nove piccole basi neutre: queste strutture sono indistruttibili e possono essere conquistate. Una volta che una base è sotto il proprio controllo, può essere usata per rifornire e riparare tutti i mezzi, inoltre garantisce nuove entrate di crediti che consentono la produzione più rapida delle varie unità di combattimento.
Herzog Zwei supporta sia la modalità a giocatore singolo contro l'intelligenza artificiale, sia la modalità a due giocatori (che combattono uno contro l'altro).

### Le unità di combattimento
- Comandante: è un mezzo ibrido che si trasforma da Jet a robot e viceversa. In modalità velivolo è estremamente veloce, ma consuma molto in fretta il carburante. In modalità robot è invece lento nei movimenti, però consuma poca energia. Oltre ad assegnare gli ordini alle truppe e trasportarle, il Jet può attaccare unicamente il comandante avversario, che si muove su un mezzo identico. In versione robot invece può attaccare anche le unità nemiche nonché il centro di comando dell'avversario. Quando il comandante viene distrutto o esaurisce il carburante, esplode in mille pezzi e riappare pochi attimi dopo sopra il proprio centro di comando. Se l'esplosione avviene mentre sta trasportando una unità, anch'essa rimarrà distrutta.
- Fanteria: ogni unità di fanteria consiste in un singolo soldato. È l'unità più lenta, più debole e meno costosa, ma è anche l'unica in grado di conquistare le basi neutre (o già occupate dal nemico). Quando un mezzo viene distrutto, può capitare che al suo posto appaia uno di questi soldati. Sono in grado di muoversi sul terreno più accidentato e hanno un'elevata riserva di munizioni.
- FWA: è una motocicletta che sopperisce alla sua scarsa riserva di carburante e munizioni con un'estrema velocità. È il mezzo più adatto per pattugliare il territorio, mentre è quasi del tutto inutile in fase difensiva.
- AMR-51D: carroarmato leggero con una buona potenza di fuoco e una più che discreta velocità di movimento. Può essere facilmente distrutto dai mezzi più pesanti, ma è ottimo per attaccare la fanteria, le motociclette e il centro di comando nemico.
- Supply: è un mezzo di soccorso che rifornisce di munizioni e ripara le altre unità sul campo di battaglia. Non ha né strumenti di offesa né di difesa.
- TAX-52: carroarmato pesante con la maggior potenza di fuoco fra tutti i mezzi. È abbastanza veloce nonostante la stazza, ma è molto costoso.
- ST-57U: è un'imbarcazione lenta, ma ha molta energia e può attaccare i più svariati obiettivi. Naturalmente può essere dislocata unicamente in acqua.
- SAM-42: è la contraerea e può attaccare unicamente il comandante (anche quando trasforma il proprio mezzo in robot). Può sparare dieci potenti missili alla volta, ma necessita di molto tempo per ricaricarsi.
- GMR-34A: è il centro di comando, in grado di sparare sia missili contro il comandante che normali proiettili contro le altre unità.

### I comandi
- BDF-1SD: "Tieni la posizione."
- AF-001A: "Pattuglia."
- AT-101: "Attacca i nemici e occupa la base."
- DF-F02A: "Fai la guardia, attacca il nemico se lo individui e torna alla base una volta che l'hai distrutto."
- AT-101H: "Occupa la base e combatti i nemici solo se necessario."
- BA-001C: "Attacca il centro di comando nemico."
- PW-SS10: "Rifornisce e ripara le unità sul campo di battaglia." (questo comando vale solo per i mezzi Supply)

## Accoglienza
Herzog Zwei, anche a causa di una campagna di marketing non adeguata, non fu un successo commerciale. Tuttavia, diverso tempo dopo il suo lancio, divenne un gioco di culto.
Nel 1997, la rivista Electronic Gaming Monthly lo ha inserito al 43º posto nella lista dei "100 migliori giochi di sempre".
Il sito 1UP.com lo ha citato come uno dei "50 videogame più importanti mai prodotti".
Keith Stuart di The Guardian considerò Herzog Zwei come uno dei trenta migliori videogiochi dimenticati nel corso del tempo.